# Oscar Adolf Adorno

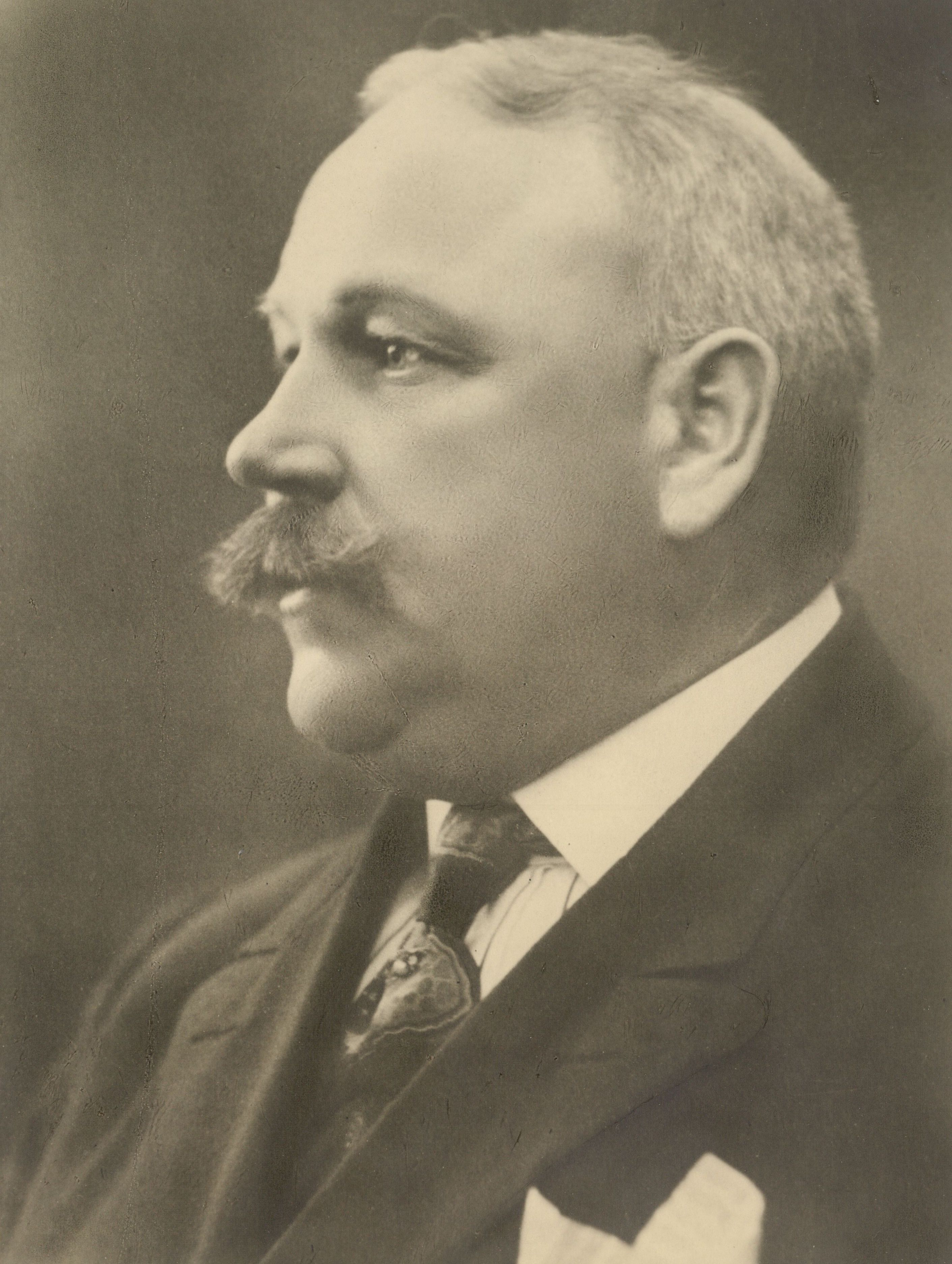
Oscar Adolf Adorno

Friedrich Wilhelm Franz Adolf Oscar Adorno (* 6. Mai 1872 in Duisburg; † 13. Juli 1937 auf Gut Kaltenberg bei Tettnang) war ein deutscher Landwirtschaftsfunktionär und Zentrumspolitiker.  

## Leben
Er war der Sohn des Duisburger Kaufmanns Carl Oskar Adolf Adorno (1843–1893) und studierte an der Landwirtschaftlichen Hochschule in Hohenheim und an der Universität Leipzig Landwirtschaft und Volkswirtschaft. Seit 1891 war er Mitglied der Landsmannschaft Württembergia Hohenheim. Seine praktische Ausbildung erhielt er auf verschiedenen landwirtschaftlichen Gütern in Deutschland und im Ausland. 1893 übernahm er den elterlichen Besitz Gut Kaltenberg bei Tettnang. 
Adorno war führend tätig im Württembergischen Obstbauverein sowie im württembergischen und deutschen Hopfenbauverband. Von 1898 bis 1933 war er Vorsitzender des Landwirtschaftlichen Bezirksvereins Tettnang. 1910 wurde Adorno Mitglied im Wirtschaftsausschuss beim Reichsamt des Innern. Nach der Teilnahme im Ersten Weltkrieg als Rittmeister der Reserve beim Ulanen-Regiment „König Karl“ wurde er aufgrund einer Verletzung nach Stuttgart versetzt und war seit 1918 Leiter des württembergischen Kriegswirtschaftsamtes. Vom 12. Dezember 1919, als er für den verstorbenen Adolf Gröber nachrückte, bis 1928 saß er für die Zentrumspartei im Württembergischen Landtag. Von 1920 bis 1933 war Adorno Vorsitzender der Württembergischen Landwirtschaftskammer.